# Elounda
Elounta (Grieks: Ελούντα) is een vissersdorpje aan de Golf van Mirabello op het eiland Kreta in Griekenland. In de zomer komen er veel Europese toeristen. Voor de kust ligt het schiereiland Spinalonga samen met het gelijknamig versterkte eiland, dat een Venetiaanse burcht was.
In Elounda is de 8-delige BBC-serie Wie betaalt de veerman opgenomen.
Elounta behoort tot de deelgemeente (dimotiki enotita) Agios Nikolaos van de fusiegemeente (dimos) Agios Nikolaos, in de Griekse bestuurlijke regio (periferia) Kreta.